# Министри
Ministry (([ˊmɪnɪstrɪ]; от англ. — „Министерство“) е американска индъстриъл метъл група. Тя е една от първите, които експериментира с вкарването на тежки китарни рифове в индъстриъл музиката.

## История
Първите ѝ два албума, With Sympathy от 1983 и Twitch от 1986, нямат нищо общо с метъл и рок: първият албум е лек ню уейв в най-чистия му вариант. Вторият албум вече е EBM – музиката е все така електронна и танцувална, но вече не е поп. Ал Йоргенсен казва: "С музиката в „Twitch“ се занимавах още преди „With Sympathy“ да излезе. Част от парчетата в този албум бяха на по 4 – 5 години, но от лейбъла не искаха да ги включат в „With Sympathy“, тъй че...". След това Алан Йоргенсен, недоволен от насоката, в която върви групата, поема нещата в свои ръце. Следващите два албума The Land Of Rape And Honey от 1988 и The Mind Is Terrible Thing To Taste от 1989 са едни от първите индъстриъл рок/метъл албуми. Добили култов статут, те са последвани от ΚΕΦΑΛΗΞΘ (или Psalm 69:The Way To Suckseed And The Way To Suck Eggs) от 1992. В него използването на синтезатори е сведено до минимум и той става най-силно ориентирания към метъла Ministry албум. Освен това албумът силно застъпва политическата тематика: в песните се пее против външната политика на тогавашния президент Джордж Х. У. Буш. Песни като N.W.O (New World Order), Jesus Built My Hotrod и Just One Fix се превръщат в едни от най-обичаните им песни. Въпреки успеха си групата едва не се разпада заради арести и проблеми с наркотиците.
Следващия си албум – Fifth Pig, Ministry издават чак през 1996. За него двигателят на групата Ал Йоргрнсен премахва почти всички синтезатори, семплъри и дръм машини. Песните са съставени от шумни китари, тежък бас и истински барабани. Те са доста по-тежки и бавни от предишните им записи. Тежките дни за Ministry не приключват с това – техният бивш китарист Уилиам Тъкър се самоубива през 1999. Същата година групата записва Dark Side Of The Spoon. Албумът е посветен на Тъкър. С него Ministry правят опит да се завърнат към своя електро-метъл звук, но албумът не е добре възприет от техните почитатели. Въпреки това сингълът Bad Blood пожънва успех и е номиниран за наградите Грами през 2000. Включен е в оригиналния саундтрак на филма „Матрицата“ (The Matrix).
Следващият албум е издаден през 2003 и е наречен Animositisomnia. Албумът не се продава добре и синглите са отложени преди да бъдат издадени. Следващият албум – Houses Of The Molè, е издаден през 2004. Албумът атакува администрацията на Джордж У. Буш точно както Psalm 69 атакува баща му 12 години преди това. Въпреки ниските продажби албумът е добре приет от феновете и бележи завръщането на Ministry към най-добрите им времена. По отношение на текстовете това е и най-свободният албум на Ministry. Последвалия го Rio Grande Blood от 2006 е втората част от трилогията на Ministry против администрацията на Дж. У. Буш. Той е дори по-тежък от Houses Of The Mole, понякога сравняван с албумите на Slayer като твърдост и трашметъл влияния. Сингълът Lieslieslies е номиниран за Грами в категория най-добро метъл изпълнение. На 18 септември 2007 г. Ministry издава своя последен албум The Last Sucker, с който освен трилогията против Буш, групата приключва с издаването на студийни записи. По думите на Ал Йоргенсен, „Според мен е по-добре да спреш, когато си на върха, отколкото да се задържиш твърде дълго и да продължаваш да правиш бози, както Aerosmith и The Rolling Stones 30 години по-късно…“. Самият албум е с доста осезаема индъстриъл метъл насоченост. Но през следващата 2008 г. групата решава да „затвърди“ разпадането си, като правят световно турне и свирят песни – както от старите си, така и от новия за тази година и последен (може би) албум/и – „Cover Up“, който съдържа изцяло кавъри на групи и изпълнители като „The Rolling Stones“, „Deep Purple“, Louis Armstrong и други. С това те слагат край на групата.

## Дискография

### Студийни албуми
- With Sympathy (1983)
- Twitch (1986)
- The Land of Rape and Honey (1988)
- The Mind Is a Terrible Thing to Taste (1989)
- Psalm 69: The Way to Succeed and the Way to Suck Eggs (1992)
- Filth Pig (1996)
- Dark Side of the Spoon (1999)
- Animositisomina (2003)
- Houses of the Molé (2004)
- Rio Grande Blood (2006)
- The Last Sucker (2007)
- Relapse (2012)
- From Beer to Eternity (2013)
- AmeriKKKant (2018)
- Moral Hygiene (2021)
- Hopiumforthemasses (2024)